# 何耀光
何耀光，MBE（1907年—2006年10月12日），香港商人、慈善家及中國書畫鑑藏家，以「至樂樓」為書齋名稱收藏中國書畫。

## 生平
祖籍福建省永定，父親楊貴榮為窮所迫，過嗣何家，出生於廣東省南海縣。( 今改屬廣州市芳村區 )，1925年，何耀光兄長何耀全（1897—1927）回廣州投身“省港大罷工”愛國運動，他亦隨行併入讀國立廣東大學（今中山大學）。其後隻身回到香港謀生，經中學同學梁錦祥介紹進入建利建築公司當業務員，後成為經理，十餘年間，為建利公司業務成就立下不少功勞。 1934年，與廣州郭佩珍成婚，婚後育有五兒五女。 在1938年於香港創立福利建築公司。及後成立香港建造商會及學校、醫療所、福利置業有限公司、福利地產有限公司等，成為香港建築實業家。1952年任香港建造商會主席。何耀光曾經出版《黎明集》、《立身要旨處世經驗漫談》、《儆世詩五十首》等書籍。何耀光熱心公益事業，曾向中國大陸教育贊助數千萬元。1990年代捐贈350萬元予廣州市海珠區社會福利院，有關當局為表彰何老先生興助桑梓之懿德，該福利院又以其母親名義命名為「海珠區何貴榮夫人福利院」。
曾任職務及獲得榮譽：
- 東華三院總理
- 鐘聲慈善社永遠名譽社長
- 東林安老院創辦人
- 英國M.B.E.勳銜得主
- 廣州市榮譽市民

## 至樂樓藏中國書畫
何耀光以「至樂樓」為書齋名稱收藏中國書畫，是香港三大中國書畫私人收藏之一（其餘兩大收藏是「虛白齋」及「北山堂」）。何耀光為自己的書齋起名「至樂樓」，除了表達其在鑑賞古人書畫中所得到的無窮樂趣外，更寄予了「為善至樂」之意。在收藏取向方面，何耀光以「先人品而後藝事」作為選擇藏品的準則。他深信「忠義仁孝之士，其作品中自有一種剛正之氣存乎筆墨之間」，透過觀賞其手跡，可「追慕其為人，因而生仰止之心」；反之，「若人品虧缺，作品雖佳」，縱使其技藝高超，亦絕不入收藏之列。以中國書畫來說，除了筆墨技法的賞析，作品背後的藝術家人格，所秉持的信念及價值觀，同樣是精髓之所在，故其藏品，大多為明末清初之「遺民」書畫。
1962年，於香港大會堂舉行「明遺民書畫展」。
1975年，與香港中文大學文物館合辦「至樂樓藏明遺民書畫」展覽。
1992年，與香港中文大學文物館合辦「至樂樓藏明清書畫」展覽。
2010年，與香港藝術館合辦「明月清風──至樂樓藏明末清初書畫選」展覽。
2011年，與紐約大都會藝術博物館首次合辦展覽「17世紀中國的藝術革命──至樂樓藏明遺民書畫選」。
2018年7月19日，何氏家族慷慨無私捐贈355件/組藏品予香港藝術館。
2019年，香港藝術館設立永久的「至樂樓藏中國書畫館」，長期展出至樂樓書畫藏品，並舉辦各種學術及教育活動，讓市民大衆能欣賞並分享這批精品。
2020年5月21日，香港郵政發行以「香港館藏選粹──至樂樓藏品選」為題的特別郵票。一套六枚郵票及小型張展示五幅書畫名家的作品，包括張大千《潑彩山水》、唐寅《桃花菴》、石濤《寫黃研旅詩意冊》、陸治《采芝圖》和陳字《山水人物雜冊》，都是獨一無二的瑰寶。
2021年7月28日，再捐贈8件/組藏品予香港藝術館，先後共捐贈363件/組藏品，作長遠公共展示和教育用途，永久與市民大衆分享。
2021年11月5日至2022年3月6日，香港艺术馆与法国巴黎赛努奇亚洲艺术博物馆合办「世外丹青──至乐楼藏明清士僧书画展」，借出51组至乐楼藏品远赴巴黎，将传统中国书画中别具风骨的「明遗民」作品推广至国际。

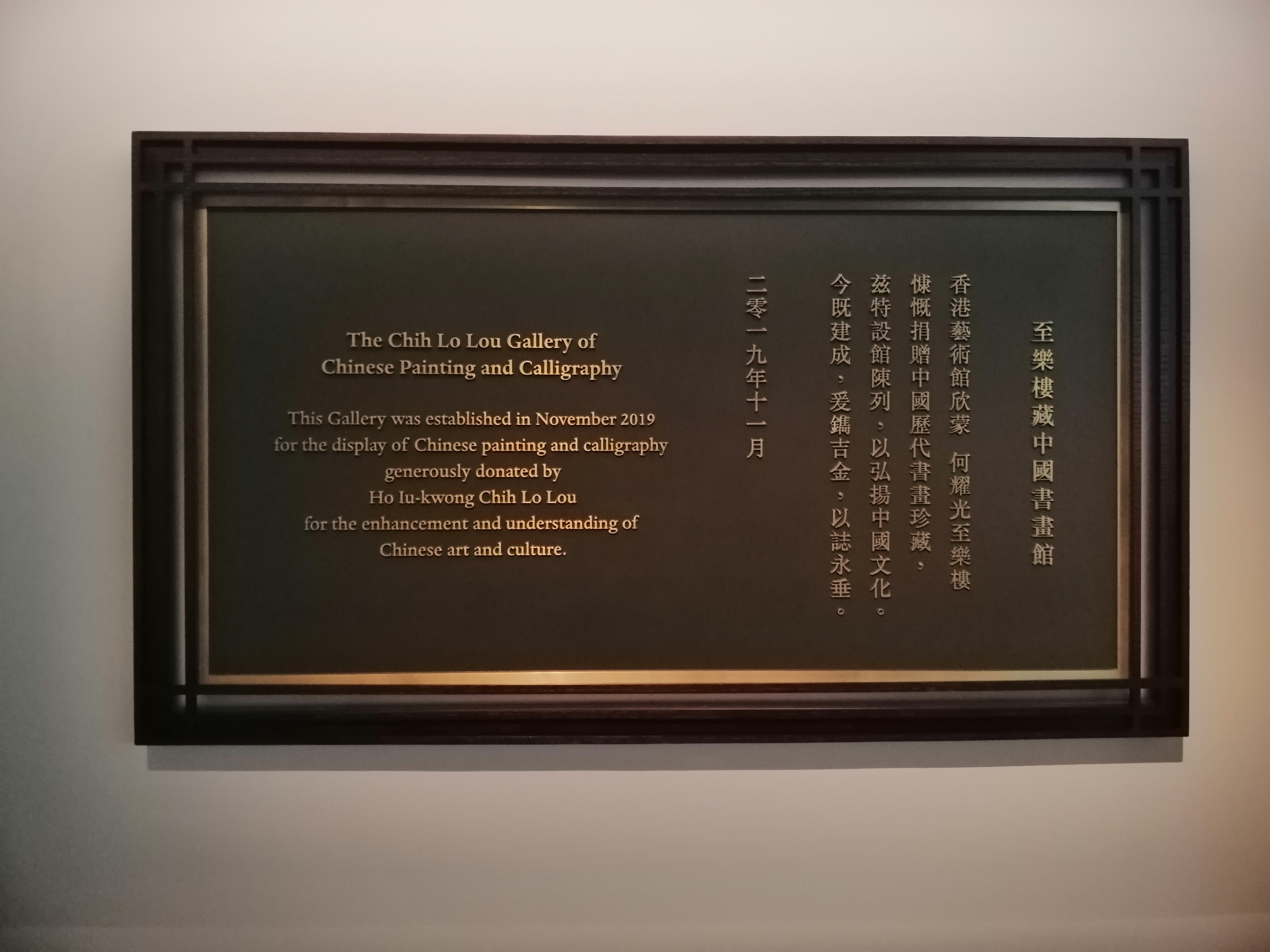
香港藝術館 至樂樓藏中國書畫館誌碑

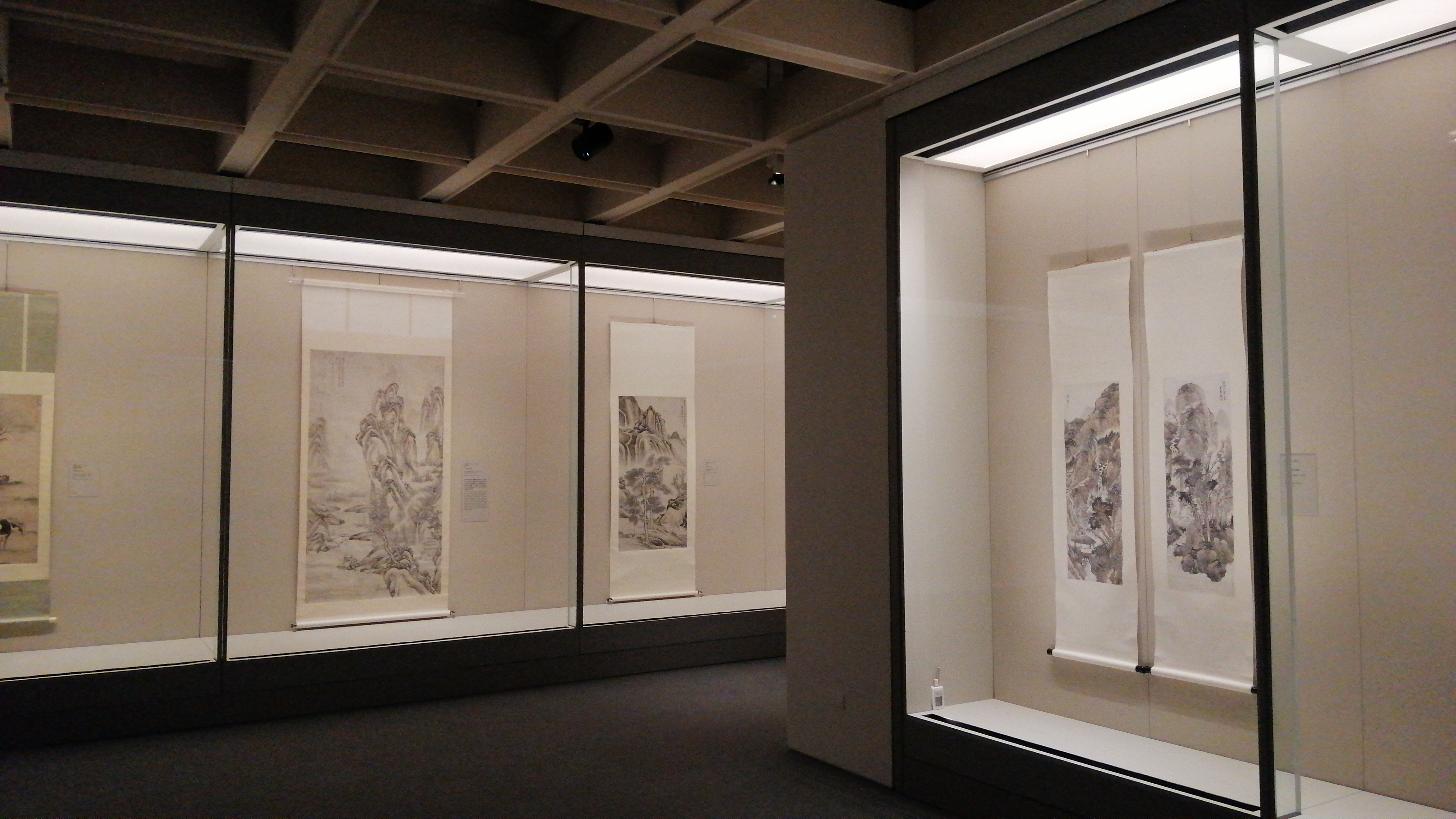
香港藝術館 至樂樓藏中國書畫館內部

## 軼事
- 何耀光在歷年搜求書畫的過程中，廣泛結交書畫家、收藏家，「至樂樓」部份藏品是來自他們，包括張大千、陳仁濤，廣東人士如香翰屏、李研山、黃般若等。《潑彩山水》（1966），便是張大千（1899-1983）祝賀何耀光六十大壽而作[8]。何耀光的藝術界好友除相贈書畫外，更常互相鑑研書畫，例如李研山就常幫助何耀光鑑評書畫真偽及評估收藏價值。[9]
- 何世柱憶述當年與父親去看仇英《春龍起蟄圖》這幅畫作3次才購入，因賣家開出的價格實在高昂，故初期一再猶豫，最終何耀光聽聞另有買家對這幅畫有興趣的情況下，同意以35萬元的高價成交，這個價錢在當年已經可以購入數個舖位。至於有意競爭買畫的對手一點也不簡單，話說北京方面亦不想這幅畫流落海外，亦曾委派駐港機構去買畫，後來北京知道是由何耀光購藏後也非常放心。[10]
- 何世柱回憶稱，父親邁入90高齡後，視力逐漸下降，減少了對書畫的打理。一眾兄弟姐妹會在每年11月左右「曬畫」，檢查畫作情況，讓作品通風透氣，而平日裡，這些畫作則是恆溫恆濕保存。[11]

## 命名
香港以何耀光伉儷命名的機構及建築：
- 香港理工大學何耀光樓
- 香港理工大學何耀光郭佩珍伉儷廣場
- 香港藝術館至樂樓藏中國書畫館
- 孔教學院大成何郭佩珍中學
- 香港婦女基金會何郭佩珍耆康中心

## 何世柱家族
何耀光是何世柱的親生父親。何世柱家族成立何耀光慈善基金，繼承父親何耀光的慈善事業。
何耀全是何耀光的胞兄，何耀全是工人運動領袖之一，省港大罷工領導人，歷任委員會副委員長，中華全國總工會首屆執委，及第二屆常務委員。1927年4月被捕遇害。
何耀光媳婦馬海倫為著名藝人。